# Silvano Tessari
Silvano Tessari (Rovolon, 26 gennaio 1933 – Erba, 19 luglio 2002) è stato un ciclista su strada italiano, professionista dal 1956 al 1961. Il maggior successo che colse in carriera fu la vittoria alla Coppa Agostoni 1956.

## Palmarès
- 1956 (San Pellegrino Sport, una vittoria)

Coppa Agostoni
- 1958 (Ignis, una vittoria)

4ª tappa Vuelta al Sureste de España

## Piazzamenti

### Grandi giri
- Giro d'Italia

1957: ritirato

### Classiche monumento
- Milano-Sanremo

1957: 63º